# Корнофулла
Корнофулла (англ. Cornafulla; ирл. Corr Na Fola, «холм крови») — деревня в Ирландии, находится в графстве Роскоммон (провинция Коннахт) у трассы R446.